# Nicolas Edme Restif de la Bretonne

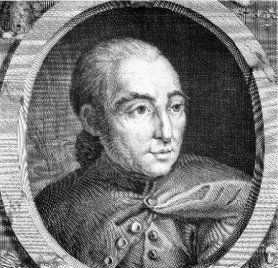
Nicolas Edme Restif de la Bretonne

Restif de la Bretonne (auch Nicolas Edmonde Rétif de La Bretonne; * 23. Oktober 1734 in Sacy bei Auxerre; † 3. Februar 1806 in Paris) war ein französischer Romancier. Im deutschen Sprachraum überwiegt die Schreibweise „Retif“.

## Leben und Schaffen
Nicolas-Edme Restif de la Bretonne wurde als achtes von vierzehn Kindern eines vermögenden Bauern geboren. Von zwei Halbbrüdern, die Geistliche waren, erhielt er seine Schulbildung. 1755 ging er nach Paris. Fasziniert registriert er die Umtriebe der in der Stadt wohnenden circa dreißigtausend Prostituierten. Vertreibung und Gewalt, der sie ausgesetzt waren und die sich ausbreitende Syphilis brachten Rétif dazu, die Schrift „Der Pornograph“ zu verfassen, in der er die Unterbringung der Prostituierten in staatlich verwalteten Bordellen propagierte.
1760 nannte er sich in Restif um. Später erfolgte eine weitere Namensänderung in de la Bretone nach dem Landgut, auf dem er aufwuchs. Nach einer ersten heute nicht belegbaren Vermählung heiratete er Agnès Lebègue. Diese Ehe wurde 1794 wieder aufgelöst. Ein in Geheimschrift verfasstes Tagebuch weist darauf hin, dass er ein inzestuöses Verhältnis zu einer seiner Töchter, Agnès, aus dieser Ehe hatte.
Restif de la Bretonne war seit seinem 15. Lebensjahr gelernter Drucker und wurde Autor von etwa 200 Büchern, die zum Teil noch nicht wissenschaftlich ausgewertet worden sind. Er verfasste Sittenromane und Sozialutopien und schrieb zuletzt, um Zeit zu sparen, direkt in den Setzkasten. Sein Hauptwerk, Les contemporaines, ou avantures des plus jolies femmes de l’âge présent (deutsch: „Die Zeitgenössinnen oder Abenteuer der schönsten Frauen der Gegenwart“) umfasst 272 Novellen und 444 kurze Geschichten in insgesamt 42 Bänden. 

### Beobachter des Alltags seiner Zeit
Was ihn manisch umtrieb, war „die Sitten einer Nation“ darzustellen. Dabei gerierte er sich als der einzig wahre Kenner des Volkes. Schurken, Diebe, Vergewaltiger, Prostituierte, Lumpensammler, Spieler, Einsame: Rétif suchte sie alle auf. Aber er war auch ein Schilderer der Ereignisse seiner Zeit, so den Jahren vor und nach der Französischen Revolution bis hin zur Machtübernahme  Napoleon Bonapartes. Ferner berichtet er vom Brand der Pariser Oper oder schreibt vom  Gemetzel eines Algeriers an Bord eines Schleppkahns. Er beschrieb die Medizinstudenten, die die Leichen klauen; die Sturzbäche in den Straßen von Paris nach dem Regen, den Gestank, die vielen Hunde. Alles notierte er auf. 
Die einzelnen Texte sind von sehr unterschiedlicher Qualität. Sie reichen von als langweilig empfundenen Erzählungen alberner Intrigen bis zu überaus geistreichen Beobachtungen und lebendigen Schilderungen des Lebens der kleinen Leute in Paris und auf dem Lande. Diese stellen in ihrem geradezu dokumentarischen Charakter eine wertvolle sozialgeschichtliche Quelle für das Zeitalter vor der Französischen Revolution dar. Sein Roman Anti-Justine ist ein ausdrücklich gegen seinen Zeitgenossen Marquis de Sade gerichteter Schmuddelroman.
In L’amante du mérite ist ein republikanischer Tenor zu erkennen und ein Ruf nach Gleichberechtigung der Menschen ohne Ansehen ihres Geschlechts oder ihrer Standes. Im Zuge der Schreckensherrschaft Robespierres schlägt Restifs anfängliche Begeisterung für die Französische Revolution um, bleibt aber der Aristokratie gegenüber, zu der er nicht gehört, ablehnend eingestellt.

## Rezeption
Der von Friedrich Melchior Grimm „Rousseau der Gosse“ (vgl. „Rousseau des ruisseaux“) genannte (wohl wegen seiner Offenherzigkeit, die mit den Confessions zu vergleichen ist) bzw. auch als „Petronius der Gosse“ Bezeichnete war stets umstritten. Lavater nannte ihn anerkennend den „Richardson français“. Deutsche Dichter wie Johann Wolfgang von Goethe, Friedrich Schiller und Wilhelm von Humboldt nahmen ihm gegenüber eine wohlwollende Haltung ein. Er war ein Lieblingsautor Johann Georg Hamanns. Als Schilderer der Sitten der französischen Revolutionszeit hat ihn Iwan Bloch gewürdigt. Restif konnte sich rühmen, jenseits des Rheins der meistgelesene französische Autor zu sein.
Die von Restif in dem Roman Le pied de Fanchette beschriebene sexuelle Fixierung auf Schuhe führte zu der inzwischen ungebräuchlichen Bezeichnung Retifismus für diese Art von sexuellem Fetischismus.

## Bibliografie

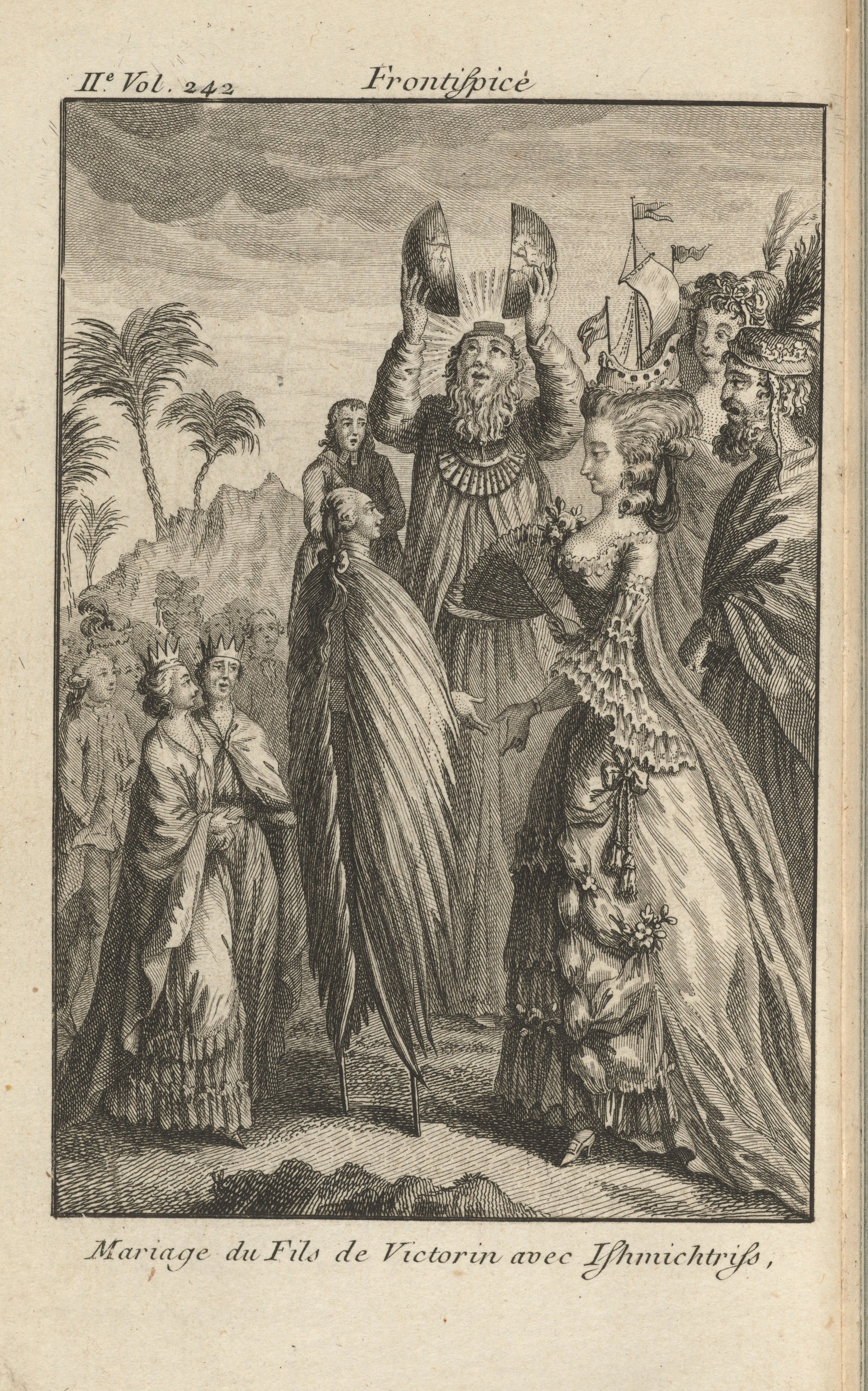
La Découverte Australe par un Homme Volant, 1781

- La Famille vertueuse, lettres traduites de l’anglais (1767)
- Lucile, ou le Progrès de la vertu (1768)
- Le Pied de Fanchette, ou le Soulier couleur de rose (1769)
- Lettres de Lord Austin de N*** à Lord Humphrey de Dorset son ami (1769, auch als La Confidence nécessaire, ou Lettres de Mylord Austin de Norfolk à Mylord Humphrey de Dorset, 1779)
- La Fille naturelle (1769)
- Le Pornographe (1769)
- Le Mimographe, ou Idées d’une honnête femme pour la réformation du Théâtre national (1770)
- Le Marquis de T***, ou l’École de la jeunesse (1771)
- Adèle de Comm**, ou Lettres d’une fille à son père (1772)
- La Femme dans les trois états de fille, d’épouse et de mère. Histoire morale, comique et véritable (1773)
- Le Ménage parisien (1773)
- Les Nouveaux Mémoires d’un homme de qualité (1774)
- Le Paysan perverti, ou Les dangers de la ville (1775)
- L’École des pères (1776)
- Le Fin Matois, ou Histoire du Grand Taquin, traduite de l’espagnol de Quevedo (1776)
- Les Gynographes, ou Idées de deux honnêtes femmes sur un projet de règlement proposé à toute l’Europe pour mettre les femmes à leur place et opérer le bonheur des deux sexes ; avec des notes historiques et justificatives, suivies des noms des femmes célèbres (1777)
- Le Quadragénaire, ou l’Âge de renoncer aux passions ; histoire utile à plus d’un lecteur (1777)
- Le Nouvel Abeilard, ou Lettres de deux amants qui ne se sont jamais vus (1778)
- La Vie de mon père (1779)
- La Malédiction paternelle, lettres sincères et véritables de N.** ** *** à ses parents, ses amis et ses maîtresses, avec les réponses, recueillies et publiées par Timothée Joly, son exécuteur testamentaire (1780)
- Les Contemporaines, ou Aventures des plus jolies femmes de l’Âge présent (1780) 
  - Deutsch: Zeitgenössinnen. Die schönsten Frauen und ihre Abenteuer. Übertragen von Helga und Dietmar Rieger. Amadis Verlag, Karlsruhe 1968.
- La Découverte australe par un homme volant, ou Le Dédale français, nouvelle très philosophique, suivie de la Lettre d’un singe (1781)
  - Deutsch: Der fliegende Mensch. Übers. v. Wilhelm Christhelf Siegmund Mylius. 2. Aufl. Dresden u. a. 1785 (Digitalisat und Volltext im Deutschen Textarchiv).
- L’Andrographe, ou Idées d’un honnête homme sur un projet de règlement, proposé à toutes les nations de l’Europe, pour opérer une réforme générale des mœurs et, par elle, le bonheur du genre humain. Avec des notes historiques et justificatives (1782)
- La Dernière aventure d’un homme de quarante-cinq ans (1783)
- La Prévention nationale, action adaptée à la scène, avec deux variantes et les faits qui lui servent de base (1784)
- La Paysanne pervertie (1784)
- Les Veillées du Marais, ou Histoire du grand prince Oribeau, roi de Mommonie, au pays d’Evinland, et de la vertueuse princesse Oribelle, de Lagenie ; tirée des anciennes annales irlandaises et récemment translatée en français par Nichols Donneraill, du comté de Korke, descendant de l’auteur (1785, auch als l’Instituteur d’un prince royal, 1791)
- La Femme infidèle (1786, als Maribert Courtenay)
- Les Françaises, ou XXXIV exemples choisis dans les mœurs actuelles, propres à diriger les filles, les épouses, les femmes et les mères (1786)
- Les Parisiennes, ou XL caractères généraux pris dans les mœurs actuelles, propres à servir à l’instruction des personnes du sexe, tirés des mémoires du nouveau Lycée des mœurs (1787)
- Théâtre(5 Bde. 1787–1792)
  - vol. 1: La Prévention nationale, La Fille naturelle, La Cigale et la Fourmi, Le Jugement de Pâris
  - vol. 2: Les Fautes sont personnelles, Sa mère l’allaita, La Marchande de modes, La Matinée du père de famille, Le Réveil d'Épiménide
  - vol. 3: La Sage Journée ou le Nouvel Épiménide, Le Père valet, Le Bouledogue,
  - vol. 4: Sa mère l’allaita, L’Épouse comédienne, L’An deux mille,
  - vol. 5: Le Libertin fixé, L’Amour muet, Edmond ou les Tombeaux
- Les Nuits de Paris ou le Spectateur nocturne (1788)
  - Deutsch: Die Nächte von Paris. Übersetzt von Reinhard Kaiser. Galiani, Berlin 2019, ISBN 978-3-86971-182-9 (Textauswahl).
- Ingénue Saxancour, ou la Femme séparée (1789)
- Le Thesmographe, ou Idées d’un honnête homme sur un projet de règlement proposé à toutes les nations de l’Europe pour opérer une reforme générale des lois ; avec des notes historiques (1789)
- Monument du costume physique et moral, de la fin du XVIIIe siècle (1789)
- Le Palais-Royal (1790)
- L’Année des dames nationales, ou Histoire jour par jour d’une femme de France (1791)
- Le Drame de la vie, contenant un homme tout entier, pièce en treize actes d’ombres et en dix pièces régulières (1793, 5 Bde.)
- Monsieur Nicolas, ou le Cœur humain dévoilé (1794)
  - Deutsch: Monsieur Nicolas oder das enthüllte Menschenherz. Übersetzt von Reinhard Kaiser. Galiani, Berlin 2017, ISBN 978-3-86971-161-4 (Textauswahl).
- Les Provinciales, ou Histoire des filles et femmes des provinces de France, dont les aventures sont propres à fournir des sujets dramatiques de tous les genres (1795)
- La Philosophie de Monsieur Nicolas (1796)
- L’Anti-Justine ou les délices de l’amour (1798)
  - Deutsch: Anti-Justine oder Die Köstlichkeiten der Liebe. Verlag neobooks, München 2017, ISBN 978-3-7427-8911-2.
- Les Nouvelles contemporaines, ou Histoires de quelques femmes du jour (1802)
- Les Posthumes, lettres reçues après la mort du mari, par sa femme qui le croit à Florence, par feu Cazotte (1802)
- Histoire des compagnes de Maria, ou Épisodes de la vie d’une jolie femme, ouvrage posthume de Restif de La Bretonne (1811)